# 2000年シドニーオリンピックのギリシャ選手団
2000年シドニーオリンピックのギリシャ選手団（2000ねんシドニーオリンピックのギリシャせんしゅだん）は、2000年9月15日から10月1日にかけてオーストラリアのニューサウスウェールズ州シドニーで開催された2000年シドニーオリンピックのギリシャ選手団、およびその競技結果。

## 概要
今大会は金メダル4個、銀メダル6個、銅メダル3個の合計13個のメダルを獲得した。

## メダル
| メダル | 選手名                         | 競技       | 種目                     |
| ------ | ------------------------------ | ---------- | ------------------------ |
| 金     | コンスタンティノス・ケンテリス | 陸上       | 男子200m                 |
| 銀     | エカテリーニ・タヌー           | 陸上       | 女子100m                 |
| 銀     | アナスタシア・ケレシドゥ       | 陸上       | 女子円盤投               |
| 銀     | ミレラ・マンジャニ＝ツェリリ   | 陸上       | 女子やり投               |
| 銀     | ディモステニス・タンパコス     | 体操       | 男子つり輪               |
| 銅     | アミラン・カルタノフ           | レスリング | 男子フリースタイル54kg級 |